# Austrarcturella oculata
Austrarcturella oculata är en kräftdjursart som först beskrevs av Frank Evers Beddard 1886.  Austrarcturella oculata ingår i släktet Austrarcturella och familjen Austrarcturellidae. Inga underarter finns listade i Catalogue of Life.